# Rogueware
Un rogueware, anche noto come FraudTool (letteralmente "strumento di frode"), è una particolare categoria di malware che finge di essere un programma noto, o comunque non malevolo (ad esempio un antivirus), al fine di rubare dati confidenziali o di ricevere denaro. Possono anche avere, al loro interno, funzionalità di adware.

## Modalità di installazione
Su alcune pagine Internet appaiono dei banner, che contengono un avviso riguardante il proprio PC. Ad esempio:
- si viene avvisati che il PC è infetto da un virus;
- viene rilevato che il PC è lento ed è necessario ottimizzarlo;
- si viene invitati a scaricare il codec necessario a riprodurre un (falso) video presente sulla pagina.

L'utente clicca sul banner, che lo porta a una pagina web che descrive una presunta utility necessaria a risolvere il problema. Questa è in realtà un rogueware, ossia un software fraudolento, che segnalerà una serie di problemi sul PC in realtà inesistenti. La soluzione indicata è quella di acquistare una versione a pagamento del software che però è completamente inutile o non esiste. Alcune versioni di questi software non si limitano a mostrare false minacce, ma sono essi stessi a crearle: se si tratta di un falso anti-adware, ad esempio, è esso stesso a installare gli adware che poi finge di rilevare.
Spesso queste applicazioni hanno nomi simili a quelle di antivirus noti, così come l'interfaccia, in modo da rendere l'inganno più credibile: ad esempio AntiVirus Gold, che ha le stesse iniziali di AVG, o ByteDefender, che ha il nome simile a BitDefender ecc.

## Rogue-AV
Rogue-AV, detto anche FakeAV, è un particolare rogueware che finge di essere un antivirus: una volta installato nel computer, finge di trovare uno o più virus e/o malware. Rogue-AV non effettua una vera scansione, quindi il computer potrebbe essere completamente pulito. Una volta segnalata la presenza di questi falsi malware Rogue-AV generalmente propone di comprare una fantomatica versione a pagamento per disinfettare il computer. In realtà non esiste alcuna versione a pagamento e, una volta inseriti i dati della carta di credito e completata la transazione, non ottiene nulla.